# Томас Валдром
Томас Валдром (енгл. Thomas Waldrom; 28. април 1983) професионални је енглески рагбиста, који тренутно игра за Ексетер. Родио се на Новом Зеланду, где је тренирао атлетику и рагби. У атлетици је био јако добар, обарао је школске рекорде у бацању кладива и бацању диска. У ИТМ Купу играо је за Велингтон (80 утакмица) и Хокс Беј (14 утакмица, 20 поена). У најјачој лиги на свету играо је за Херикејнсе (30 утакмица, 25 поена) и Крусејдерсе (26 утакмица). У фебруару 2010. потписује за најтрофејнији енглески рагби клуб Лестер. За Лестер је одиграо 78 утакмица и постигао 65 поена. 20. јануара 2014. потписао је трогодишњи уговор за Ексетер. Пошто му је баба енглескиња, искористио је право да игра за Енглеску. За "црвене руже" је до сада одиграо 4 тест меча.